# ألبرت هنري لوب
ألبرت هنري لوب (بالإنجليزية: Albert Henry Loeb)‏ هو محامي أمريكي، ولد في 18 فبراير 1868، وتوفي في 27 أكتوبر 1924.